# Überfachliche Kompetenzen
Überfachliche Kompetenzen, auch als Schlüsselkompetenzen oder über Sozialkompetenz hinaus reichende Soft Skills bezeichnet, sind Fähigkeiten, die über spezifische Fachkenntnisse (wie zum Beispiel Medizin, Ingenieurwesen oder Jurisprudenz) hinausgehen und in verschiedenen Bereichen des Lebens und der Arbeit relevant sind. Diese Fähigkeiten sind oft grundlegend für persönliche und berufliche Entwicklung sowie für effektive zwischenmenschliche Beziehungen. Überfachliche Kompetenzen sind in der Regel nicht auf bestimmte Berufe oder Tätigkeitsbereiche beschränkt, sondern können in einer Vielzahl von Kontexten eingesetzt werden.
Im Lehrplan 21 zählen personale, soziale und methodische Kompetenzen zu den überfachlichen Kompetenzen.

## Beispiele für überfachliche Kompetenzen
- Kommunikation: Die Fähigkeit, Informationen klar und effektiv zu vermitteln und zuzuhören, um Missverständnisse zu minimieren.
- Teamarbeit: Die Fähigkeit, erfolgreich mit anderen zusammenzuarbeiten, Konflikte zu bewältigen und gemeinsame Ziele zu erreichen.
- Problemlösung: Die Fähigkeit, Herausforderungen zu erkennen, alternative Lösungen zu finden und fundierte Entscheidungen zu treffen.
- Kreativität: Die Fähigkeit, neue Ideen zu generieren, innovative Ansätze zu entwickeln und kreative Lösungen zu finden.
- Kritisches Denken: Die Fähigkeit, Informationen zu analysieren, zu bewerten und fundierte Schlussfolgerungen zu ziehen.
- Selbstmanagement: Die Fähigkeit, Zeit effizient zu organisieren, sich selbst zu motivieren und produktiv zu arbeiten.
- Flexibilität: Die Fähigkeit, sich an sich ändernde Umstände anzupassen, offen für Veränderungen zu sein und verschiedene Perspektiven zu akzeptieren.
- Emotionale Intelligenz: Die Fähigkeit, eigene Emotionen zu erkennen und zu kontrollieren sowie die Emotionen anderer zu verstehen und empathisch darauf zu reagieren.
- Führungskompetenz: Die Fähigkeit, andere zu inspirieren, zu motivieren und zu führen, unabhängig von der formalen Hierarchie.
- interkulturelle Kompetenz: Die Fähigkeit, effektiv mit Menschen aus verschiedenen kulturellen Hintergründen zu interagieren und zu kommunizieren.

Diese überfachlichen Kompetenzen sind oft genauso wichtig wie fachliche Qualifikationen und können den Erfolg im Berufs- und Privatleben maßgeblich beeinflussen. Sie werden zunehmend von Arbeitgebern geschätzt und können dazu beitragen, dass Einzelpersonen in einer sich schnell verändernden Welt flexibel und vielseitig bleiben.